# Marc Grau
Marc Grau Tallada (Lloret de Mar, 28 dicembre 1995) è un hockeista su pista spagnolo.

## Palmarès

### Club

#### Titoli nazionali
- Coppa del Re: 1

Deportivo Liceo: 2021
- Supercoppa di Spagna: 1

Deportivo Liceo: 2021

### Nazionale
- Campionato europeo: 1

Paredes 2021